# Museo del Alcantarillado
El Museo del Alcantarillado (en catalán: Museu del Clavegueram) fue un museo de Barcelona (España), inaugurado el 1993 y cerrado siete años más tarde, en 2000. 

## Historia
Inaugurado en 1993 en un edificio de propiedad municipal, mientras estuvo abierto fue gestionado por la Fundación Pedro García Faria, dirigida por Josep Ramon Clascà. Durante 1995 el Museo fue temporalmente decorado como un escenario de varias películas: Viaje en el centro de la tierra, El tercer hombre y El fantasma de la Ópera, con motivo de un festival que se hizo en Barcelona. Terminó cerrando el año 2003 por falta de público. El mismo año sufrió una inundación. Más adelante, en 2005, alguien rompió cristales y puerta y durante 20 días se saqueó el museo, hasta que arreglaron los cristales. 
Después de muchos años cerrado y varias quejas ciudadanas, en marzo de 2009 se anunció que estaba previsto reabrirlo en 2010, aunque en 2011 Beteve reportaba que seguía abandonado. En ese momento finalizaba la concesión a la Fundación y el Ayuntamiento de Barcelona hizo pública su voluntad de encargarse del proyecto y renovar la oferta.
Con las obras de remodelación del paseo de San Juan, realizadas entre el 2012 y el 2014 se taparon definitivamente los accesos al museo subterráneo.

## Colección
En las instalaciones se podían ver objetos como pluviómetros de diferentes épocas, herramientas que sirvieron para construir esta infraestructura esencial o nuevos contenidos relacionados con el ciclo del agua.